# قائمة سفراء روسيا لدى السعودية
سفير استثنائي ومفوض روسيا الإتحادية لدى المملكة العربية السعودية هو الممثل الرسمي لرئيس وحكومة الاتحاد الروسي لدى الملك وحكومة المملكة العربية السعودية.
السفير وموظفوه يعملون بشكل عام في سفارة روسيا بالرياض. يوجد قنصلية عامة في جدة.
يشغل حاليا منصب السفير الروسي لدى الإمارات العربية المتحدة سيرجي كوزلوف ، الحالي منذ 20 فبراير 2017.

## تاريخ العلاقات الدبلوماسية
كان الاتحاد السوفيتي أول من اعترف بالمملكة العربية السعودية وأقامت علاقات دبلوماسية كاملة معها في عام 1926. وكان كريم حكيموف أول سفير للمملكة. زار مقر إقامة الملك ابن سعود وألقى مذكرة رسمية تعترف بموقفه كملك للمملكة العربية السعودية من الاتحاد السوفياتي وحلفائه ويوافق عليه. كان كريم حكيموف معروفًا أيضًا باسم لورنس العرب الروسي. تم إنهاء مهمته في يوليو 1928 ولكن تم تعيينه مرة أخرى سفيرًا في 7 ديسمبر 1935 وبقي كذلك حتى 6 سبتمبر 1937. عندما عاد حكيموف إلى الاتحاد السوفيتي تم إعدامه بأمر من الزعيم السوفيتي جوزيف ستالين في عام 1938 للاشتباه في تجسس. أغضب إعدام حكيموف ابن سعود، الذي أشار إلى حكيموف كأقرب صديق له. تدهورت العلاقات بين الدولتين وأغلقت السفارة في الرياض، حيث مُنع المسلمون السوفيت من حضور فريضة الحج. استمر هذا حتى عام 1990، عندما تم إعادة تأسيس العلاقات وإزالة القيود المفروضة على الحج السوفياتي. تم تعيين غينادي بافلوفيتش تاراسوف سفيرا جديدا للمملكة العربية السعودية.

## قائمة الممثلين (1924 حتى الآن)
ممثلو الاتحاد السوفيتي في المملكة العربية السعودية (1924 - 1991)
| الإسم                                     | العنوان                                                              | فترة البداية   | نهاية          | ملاحظات |
| ----------------------------------------- | -------------------------------------------------------------------- | -------------- | -------------- | ------- |
| كريم حكيموف                               | الممثل الدبلوماسي (حتى فبراير 1926) القنصل العام (بعد فبراير 1926)   | 24 أبريل 1924  | يوليو 1928     |         |
| نذير تيورياكولوف                          | القنصل العام (حتى 1 يناير 1930) الممثل الدبلوماسي (بعد 1 يناير 1930) | يوليو 1928     | 7 ديسمبر 1935  |         |
| كريم حكيموف                               | الممثل الدبلوماسي                                                    | 7 ديسمبر 1935  | 6 سبتمبر 1937  |         |
| العلاقات الدبلوماسية مقطوعة (1938 - 1990) |                                                                      |                |                |         |
| كريم حكيموف                               | سفير                                                                 | 18 أكتوبر 1990 | 25 ديسمبر 1991 |         |

ممثلو روسيا الإتحادية في المملكة العربية السعودية (1991 حتى الآن)
| الإسم                         | العنوان | فترة البداية   | النهاية        | ملاحظات |
| ----------------------------- | ------- | -------------- | -------------- | ------- |
| غينادي تاراسوف                | سفير    | 25 ديسمبر 1991 | 6 سبتمبر 1996  |         |
| إيغور ميليخوف                 | سفير    | 6 سبتمبر 1996  | 17 أكتوبر 2000 |         |
| أندريه باكلانوف               | سفير    | 17 أكتوبر 2000 | 22 سبتمبر 2005 |         |
| فيكتور كودريافتسيف (دبلوماسي) | سفير    | 22 سبتمبر 2005 | 8 فبراير 2010  |         |
| أوليج أوزيروف (دبلوماسي)      | سفير    | 8 فبراير 2010  | 20 فبراير 2017 |         |
| سيرجي كوزلوف                  | سفير    | 20 فبراير 2017 |                |         |

## وصلات خارجية
- "Embassy of the Russian Federation to the Kingdom of Saudi Arabia". riyadh.mid.ru. مؤرشف من الأصل في 2019-04-19. اطلع عليه بتاريخ 2019-09-14.